# Portugalete (Potosí)
Portugalete (auch: Portugaleta und Portugaleti) ist eine Ortschaft im Departamento Potosí im Hochland des südamerikanischen Anden-Staates Bolivien.

## Lage im Nahraum
Portugalete ist zentraler Ort des Kanton Portugalete im Municipio Atocha in der Provinz Sur Chichas. Die ursprünglichen Minensiedlung aus dem 19. Jahrhundert ist heute weitgehend eine Geisterstadt, da die Silbervorkommen bei Portugalete erschöpft sind, anders als im drei Kilometer weiter östlich gelegenen Tatasi am anderen Ende der gleichen Silberader. Die Minensiedlung liegt in einer Höhe von 4200 m im Quellbereich des Río Honda, der sich mit dem Río Tatasi vereinigt und in den Río Tupiza mündet. Die Ortschaft wird ringsum eingerahmt von Bergrücken, die Höhen von etwa 4400 m erreichen. Nächstgelegene Ortschaft ist Tatasi.

## Geographie
Portugalete liegt auf dem bolivianischen Altiplano in den nördlichen Ausläufern der Anden-Gebirgskette der Cordillera de Lípez. Das Klima der Region ist arid und weist ein deutliches Tageszeitenklima auf, bei dem die mittleren täglichen Temperaturschwankungen stärker ausfallen als die Temperaturschwankungen im Jahresverlauf.
Die mittlere Jahrestemperatur der Region liegt mit etwa 6 °C (siehe Klimadiagramm Tatasi), mit einem Monatsdurchschnittswert von knapp 2 °C im Juni/Juli und 8 bis 9 °C von November bis März. Der Jahresniederschlag beträgt niedrige 200 mm, wobei die Monate April bis Oktober nahezu niederschlagsfrei sind. Nur von November bis März fallen nennenswerte Niederschläge, mit einem Maximum von etwa 50 mm Monatsniederschlag im Januar.

## Geologie und Mineralfunde
Hauptsächlich wurde in den Gruben von Portugalete massives Miargyrit abgebaut, allerdings fanden sich auch viele andere Minerale in den Lagerstätten des umgebenden Gesteins, bestehend aus einem bis in etwa 4500 m Tiefe reichenden Dazitstocks, intrudiertem Schiefer des Ordoviziums und tertiärem, rotem Sandstein. 
Neben Miargyrit fanden sich bisher noch folgende weitere Minerale in Portugalete: Aramayoit, Arsenopyrit, Augelith, gediegen Bismut, Bismuthinit, Diasphor, Franckeit, Galenit, Kassiterit, Pyrargyrit, Pyrit, Pyrrhotin, Quatrandorit (früher: Andorit IV), Quarz, Ramdohrit, gediegen Silber, Sphalerit, Stannit, Stibnit und Tetraedrit.

## Geschichte
Der Name "Portugalete" geht mit großer Wahrscheinlichkeit auf die gleichnamige Stadt in Nord-Spanien zurück, es ist anzunehmen, dass der Name von einem baskischen Eigentümer auf das Bergwerk von Portugalete angewendet wurde, das schon im 16. Jahrhundert existiert hatte. Urkundlich erwähnt wird Portugalete in einer Mitteilung von 1781 durch den spanischen Kommandanten José Reseguin an seinen Vizekönig in Buenos Aires, ebenso auf einer 1787 erschienenen "CARTA GEOGRÁFICA que contiene los seis Partidos que comprende la Provincia de Potosí".

## Verkehrsnetz
Portugalete liegt in einer Entfernung von 340 Straßenkilometern südlich von Potosí, der Hauptstadt des gleichnamigen Departamentos.
Von Potosí aus führt die Nationalstraße Ruta 5 in südwestlicher Richtung 208 Kilometer bis Uyuni, von dort die Ruta 21 über weitere 96 Kilometer bis Atocha. Von Atocha aus führt eine Landstraße in südöstlicher Richtung entlang der alten Bahnlinie 23 Kilometer bis Escoriani. Die Straße verlässt die Bahnlinie dann in südwestlicher Richtung und erreicht nach dreizehn Kilometern Portugalete und Tatasi, und führt von Portugalete aus weiter nach San Vicente und San Pablo de Lípez.

## Bevölkerung
Die schon geringe Einwohnerzahl des Ortes ist im vergangenen Jahrzehnt noch weiter zurückgegangen:
| Jahr | Einwohner   | Quelle       |
| ---- | ----------- | ------------ |
| 1992 | keine Daten | Volkszählung |
| 2001 | 26          | Volkszählung |
| 2012 | 16          | Volkszählung |
| 2024 |             | Volkszählung |

Ein großer Anteil der regionalen Bevölkerung gehört zur Volksgruppe der Quechua, bei der letzten Volkszählung im Jahr 2001 sprachen 70 Prozent der Bevölkerung im Municipio Atocha die Quechua-Sprache.